# Polioma
Polioma is een geslacht van roesten uit de familie Pucciniaceae. De typesoort is Polioma nivea.

## Soorten
Volgen Index Fungorum telt dit geslacht zes soorten (peildatum september 2023):
| Soortnaam            | Auteur(s)                      | Publicatiejaar |
| -------------------- | ------------------------------ | -------------- |
| Polioma griseola     | (Lagerh.) Arthur               | 1907           |
| Polioma nivea        | (Holw.) Arthur                 | 1907           |
| Polioma pallidissima | (Speg.) Syd.                   | 1922           |
| Polioma reniformis   | León-Gall. & Cummins           | 1981           |
| Polioma robusta      | J.W. Baxter & Cummins          | 1951           |
| Polioma unilateralis | (Arthur) J.W. Baxter & Cummins | 1951           |